# Cyathea longipinnata
Cyathea longipinnata är en ormbunkeart som beskrevs av Roland Napoléon Bonaparte. Cyathea longipinnata ingår i släktet Cyathea och familjen Cyatheaceae. Inga underarter finns listade.